# Paratyndaris crandalli
Paratyndaris crandalli es una especie de escarabajo barrenador metálico del género Paratyndaris, de la familia Buprestidae, orden Coleoptera.

## Distribución
Se distribuye por la ecozona del Neártico.

## Taxonomía
Fue descrita por Knull en 1941 y publicada en Knull J. N. New Coleoptera (Buprestidae and Cerambycidae). Annals of the Entomological Society of America 34:691-695. (1941).